# Zoopsidella caledonica
Zoopsidella caledonica är en bladmossart som först beskrevs av Franz Stephani, och fick sitt nu gällande namn av Rudolf Mathias Schuster. Zoopsidella caledonica ingår i släktet Zoopsidella och familjen Lepidoziaceae. Inga underarter finns listade i Catalogue of Life.